# Recording Industry Association Singapore
Recording Industry Association Singapore, en español, Asociación de la Industria de Grabación de Singapur, o simplemente RIAS, es una organización de la Federación Internacional de la Industria Fonográfica (IFPI) que representa a la industria musical en Singapur.
La organización fue fundada en 1976 como Singapore Phonogram Association (RPA). Las listas fueron renombradas el 23 de enero de 2025 a The Official Singapore Chart y empezaron a ser publicadas también en la Official Southeast Asia Charts con otras listas de la Asociación de Naciones de Asia Sudoriental.

## Certificaciones de ventas
La RIAS otorga certificados musicales a las grabaciones música en Singapur basándose en ventas. Hasta 2006, había diferentes requisitos para sencillos y álbumes; desde 2007, se aplican los mismos requisitos para todos los lanzamientos. Los niveles son:
| Álbumes       |                                  |                             |
| Certificación | Hasta el 31 de diciembre de 2006 | Desde el 1 de enero de 2007 |
| Oro           | 7.500                            | 5.000                       |
| Platino       | 15.000                           | 10.000                      |
| 2 × Platino   | 30.000                           | 20.000                      |
| …             |                                  |                             |

| Sencillos       |                    |
| Certificaciones | Unidades de ventas |
| Oro             | 5.000              |
| Platino         | 10.000             |
| 2 × Platino     | 20.000             |
| …               |                    |

## Listas
| Lista                                 | Tipo      | N.º de posiciones | Metodología                                                                   |
| ------------------------------------- | --------- | ----------------- | ----------------------------------------------------------------------------- |
| The Official Singapore Chart          | streaming | 30                | - Volumen de uso del streaming en Singapur                                    |
| The Official Singapore Regional Chart | streaming | 30                | - Volumen de uso del streaming en Singapur de canciones de artistas asiáticos |

## Canciones número uno por año
- Anexo:Sencillos número uno de 2018 (Singapur)